# Chapelle Notre-Dame-de-la-Reconnaissance (Pierrefitte-sur-Seine)
La chapelle Notre-Dame-de-la-Reconnaissance est une chapelle catholique située 40, rue de la Concorde à Pierrefitte-sur-Seine.

## Architecture
C'est un bâtiment rectangulaire, coiffé d'une très haute toiture à deux versants. La façade ouest est ajourée d'une verrière à claustra.
Cette chapelle est réalisée par l'architecte Charles Venner qui est également l'auteur de six églises, trois autres chapelles et divers immeubles.
Vers 2016, la chapelle est affectée au culte protestant.